# Águilas

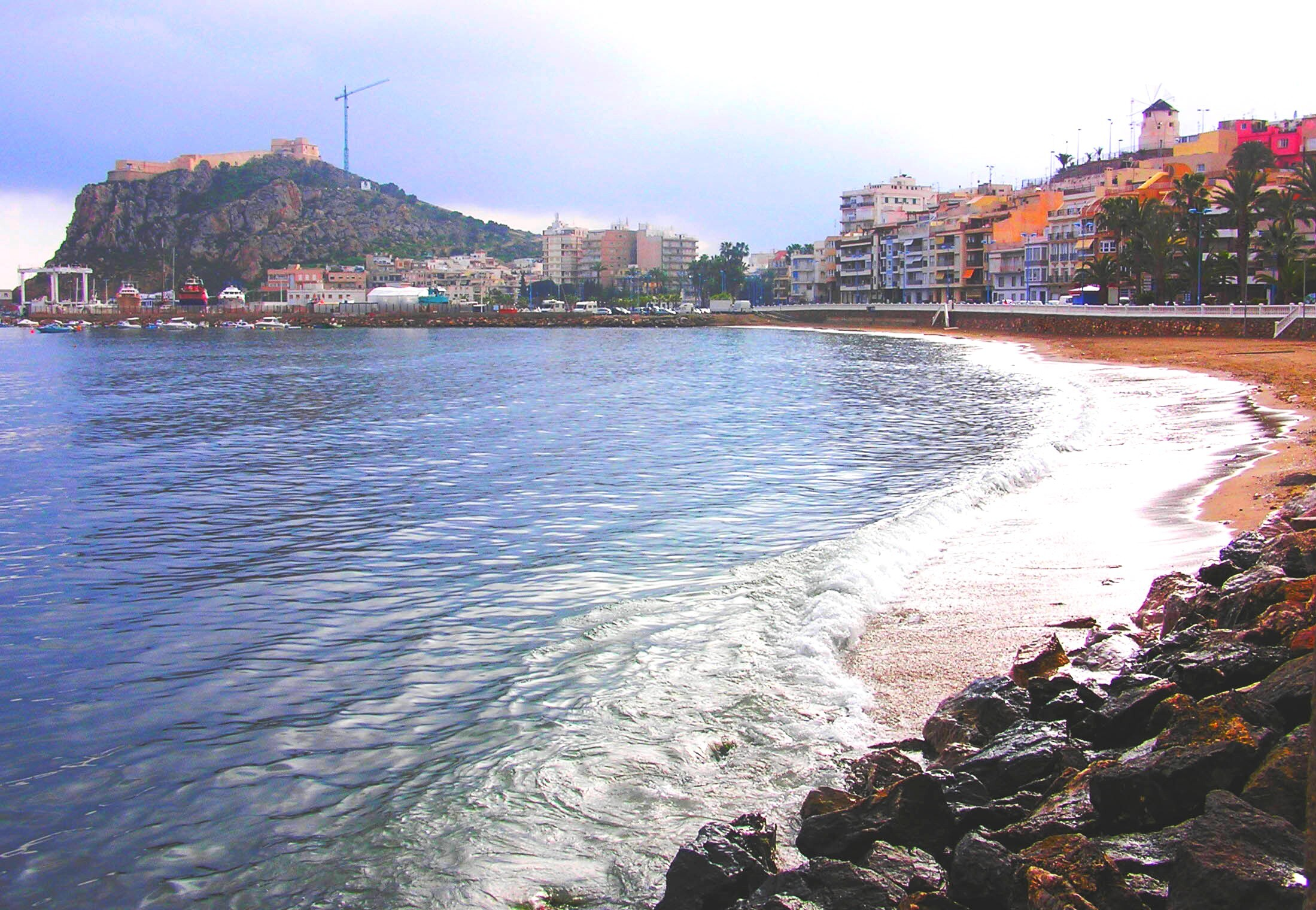
Águilas

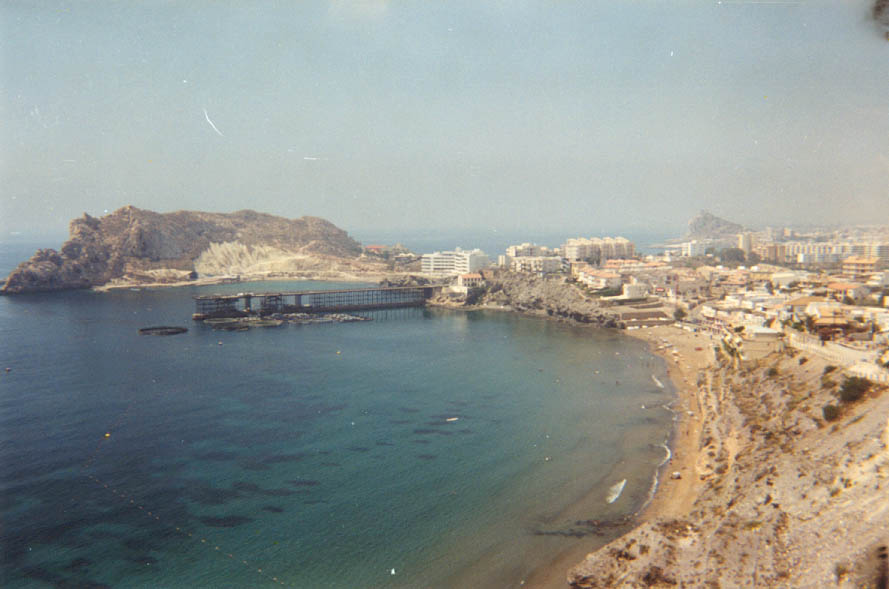
Águilas egyik strandja

Águilas kikötőváros Spanyolország délkeleti részében, Murciában, a tartomány földközi-tengeri partján (Costa Cálida), Almería tartomány határának közelében.
Lakossága 2005-ben 31 218 volt.A város területe 253,7 négyzetkilométer, tengerpartja mintegy 28 kilométer hosszúságú.

## Fekvése
Murcia, a tartományi főváros Águilastól 105 kilométerre van. A város a Huercal-Overa vasútvonal egyik megállója.
A város egy kis félszigetnek a szárazföld felé eső oldalán épült, két öböl között. Az egyik öböl, a délkeletre fekvő Puerto Poniente kiváló kikötő, az északkeletre fekvő Puerto Poniente viszont rossz időben kissé veszélyes hely a hajóknak.
Águilasnak számos strandja van, többek közt a Cala de la Cueva de las Palomas, Cala de la Herradura, Playa Amarilla, Playa de Calabarilla, Playa de Calacerrada, Playa de Cope, Playa de la Cañada del Negro, Playa de la Casica Verda, Playa de la Cola, Playa de la Colonía, Playa de la Galera, Playa de la Higuerica, Playa de la Rambla Elena, Playa de las Pulgas, Playa de los Cocedores, Playa de Poniente, Playa del Arroz és a Playa del Barranco de la Mar.

## Története
A római időkben a város neve Aquilae vagy Aquila volt, Bastetania régióhoz, illetve Tarraconense provinciához tartozott. A későbbiekben számos nép vándorolt erre és telepedett itt meg, köztük az alánok, a szvébek és a vizigótok.
Az arab hódítás után a Córdobai Kalifátushoz, később a Valenciai Királysághoz tartozott, majd a berber Almorávida dinasztia uralma alá került. a 18. században a Murciai királyság része lett (ez 1812-ig létezett).
A 19. században nagy brit beáramlás történt, aminek a nyomai ma is világosan látszanak a városban – sok ekkor készült épület ma is áll.
A város mai arculatát a 18. században nyerte el.

## Látnivalói
- Szent János-vár (Castillo de San Juan de las Águilas)
- Vasúti Múzeum (Museo del Ferrocarril)
- Águilasi Futballmúzeum (Museo del Futbol Aguileño)

## Gazdaság
A város gazdasága a középosztálybeli látogatók turizmusára és az intenzív melegházi zöldségtermesztésre épül. Számos luxuskategóriájú lakóépület, hotelkomplexum és golfpálya megépítését vették tervbe, amelyek a külföldi és a nagy jövedelmű hazai turistákat vennék célba. Ezeknek a fejlesztéseknek az egy része védett övezetekben történne és ez számos környezetvédő csoportot, földművelőt, illetve a környék lakóit erős tiltakozásra ingerelt.

## Híres személyek
- Itt született Francisco Rabal ("Paco Rabal") színész

## Népesség
A település lakosságának változását az alábbi diagram mutatja:
| Lakosok száma | 28 226 | 30 263 | 33 134 | 34 533 | 34 828 | 34 632 | 34 758 | 35 301 | 36 403 | 37 417 |
|               | 2001   | 2004   | 2007   | 2009   | 2012   | 2014   | 2017   | 2019   | 2022   | 2024   |